# Municipio de Redbank (condado de Armstrong)
El municipio de Redbank (en inglés: Redbank Township) es un municipio ubicado en el condado de Armstrong en el estado estadounidense de Pensilvania. En el año 2000 tenía una población de 1.296 habitantes y una densidad poblacional de 15.5 personas por km².

## Geografía
El municipio de Redbank se encuentra ubicado en las coordenadas 40°58′35″N 79°14′40″O / 40.97639, -79.24444.

## Demografía
Según la Oficina del Censo en 2000 los ingresos medios por hogar en la localidad eran de $30,121 y los ingresos medios por familia eran $33,625. Los hombres tenían unos ingresos medios de $26,848 frente a los $20,188 para las mujeres. La renta per cápita para la localidad era de $12,384. Alrededor del 14,8% de la población estaban por debajo del umbral de pobreza.